# Myrmecaelurus indistinctus
Myrmecaelurus indistinctus is een insect uit de familie van de mierenleeuwen (Myrmeleontidae), die tot de orde netvleugeligen (Neuroptera) behoort. 
Myrmecaelurus indistinctus is voor het eerst wetenschappelijk beschreven door Navás in 1930.